# Passenger Name Record
El Passenger Name Record (PNR), (español Registro de Nombre de Pasajero), es el nombre comúnmente utilizado para designar la información relativa a reservas hechas mediante el sistema de reservas (CRS). El PNR contiene todos los datos y eventos relacionados con la reserva (billetes de avión, hotel o alquiler de automóvil). El registro llega hasta la fecha del último elemento que contiene.

## General
Después de terminar una nueva reserva, el sistema de reservas concede un número de registro (o localizador). Este localizador permite al pasajero, la empresa de transporte o una agencia de viaje consultar, modificar o cancelar la reserva o elementos de la reserva siempre que estén conectados al sistema donde originariamente se creó la reserva.
Dependiendo del sistema de reservas se almacenan diferentes datos. Desde el atentado del 11 de septiembre, los Estados Unidos requieren la inclusión de cada vez más datos personales en el registro PNR.

## Acuerdos Internacionales sobre PNR Sharing

### India
- Datos: Q370437